# Nowbast
Nowbast (persiska: نوبست) är en ort i Iran.   Den ligger i provinsen Hormozgan, i den sydöstra delen av landet, 1 100 km sydost om huvudstaden Teheran. Nowbast ligger 18 meter över havet och antalet invånare är 223.
Terrängen runt Nowbast är platt, och sluttar söderut. Runt Nowbast är det ganska glesbefolkat, med 50 invånare per kvadratkilometer. Närmaste större samhälle är Zīārat, 15,3 km norr om Nowbast. Trakten runt Nowbast är ofruktbar med lite eller ingen växtlighet.